# Giancarlo González
Giancarlo González Castro (Desamparados, San José, Costa Rica, 8 de febrero de 1988) es un futbolista costarricense que juega como defensa central en el Sporting F. C. de la Primera División de Costa Rica.

## Trayectoria

### Inicios
Giancarlo González se formó en escuelas de fútbol y clubes del barrio en Calle Fallas de Desamparados. Pasó por las divisiones inferiores de Saprissa y luego estuvo en Alajuelense, equipo en el que terminó su preparación por el alto rendimiento hasta su promoción al plantel absoluto.

### L. D. Alajuelense
El defensa tuvo su debut en Primera División el 11 de agosto de 2007, en un partido que enfrentó a la Universidad de Costa Rica por la tercera fecha del Campeonato de Invierno. González fue titular del entrenador Carlos Restrepo y al minuto 95' marcó el gol que pudo dar con el empate liguista por 2-2.
El 19 de diciembre de 2010, González consigue su primer título nacional en el Campeonato de Invierno contra Herediano, cobrando uno de los tiro de penal para el desempate.
El 14 de mayo de 2011, Giancarlo obtiene su segundo título de liga tras las victorias en las finales sobre San Carlos.
El futbolista tuvo su primer contacto en el ámbito internacional de la Liga de Campeones de la Concacaf al jugar el 16 de agosto de 2011 contra el Monarcas Morelia de México, dándose el resultado 1-0 a favor de los erizos. En esa misma parte de la temporada pero en el certamen local, el 18 de diciembre se hace con el Campeonato de Invierno en los penales de desempate ante el Herediano en el Estadio Rosabal Cordero.

### Vålerenga Fotball
El 6 de marzo de 2012, el club Vålerenga de Noruega hace oficial el fichaje de González por un periodo de cuatro años. El jugador se incorporó al equipo una vez finalizado el Campeonato de Verano con Alajuelense.
Hizo su debut como legionario en la Tippeligaen el 10 de agosto de 2012, apareciendo titular con la dorsal «18» en la victoria 3-1 del Vålerenga sobre el Odds. Completó su primera temporada con doce presencias, en todas ellas alcanzando la totalidad de los minutos.
Convirtió su primer gol el 8 de mayo de 2013, en la derrota de su equipo por 1-2 contra el Hønefoss, por la octava fecha de la Tippeligaen.

### Columbus Crew S. C.
El 21 de febrero de 2014, se hizo oficial el traspaso del jugador hacia el Columbus Crew de Estados Unidos. Se estrenó en la Major League Soccer con la victoria de su club por 0-3 sobre el D. C. United, donde González fue titular en la totalidad de los minutos. Disputó un total de diciesiete partidos en los que pudo anotar un gol.

### U. S. C. Palermo
El 23 de agosto de 2014, el Palermo alcanzó un acuerdo con el Columbus para hacerse con los servicios del jugador, por un monto a los cinco millones de dólares. Giancarlo firmó por cuatro temporadas y se convirtió en el undécimo costarricense en Italia y el quinto en la Serie A.
Realizó su debut el 19 de octubre de 2014, en el juego frente al Cesena en el Estadio Renzo Barbera. Giancarlo utilizó la dorsal «12», fue titular y anotó el gol del triunfo en el último minuto para dar el triunfo de 2-1.
El 7 de mayo de 2017, su equipo desciende matemáticamente a la Serie B tras el empate 1-1 que tuvo ante el ChievoVerona.

### Bologna F. C.
Aunque González tenía un año más de contrato en el Palermo pero este había descendido la temporada anterior, el jugador optó por cambiar de club y el Bologna pagó dos millones de euros por su transferencia, haciéndose oficial el 22 de junio de 2017.
Se estrenó en la temporada de Serie A el 16 de septiembre de 2017, donde completó la totalidad de los minutos en la derrota 2-1 contra la Fiorentina.

### Los Angeles Galaxy
El 11 de abril de 2019, se confirma el fichaje de González en Los Angeles Galaxy de Estados Unidos por tres años. Fue presentado con la dorsal «21». Tuvo su inicio en la Major League Soccer, tras ingresar de cambio por Emmanuel Boateng en los minutos finales de la victoria 2-1 contra el Houston Dynamo. Marcó su primer gol el 11 de septiembre sobre el Colorado Rapids, juego que terminó en derrota por 2-1.

### L. D. Alajuelense
El 29 de julio de 2021, se anuncia su regreso a L. D. Alajuelense llegando en condición de préstamo por seis meses. El 2 de enero se 2022, la L. D. Alajuelense adquirió la ficha de Giancarlo González.
El 18 de noviembre, se disputó la final del Torneo de Copa de Costa Rica entre la L. D. Alajuelense y el Deportivo Saprissa, González no asistió al haber sido convocado a la selección, el encuentro finalizó con la victoria rojinegra con el marcador 2-0. El 5 de diciembre, González se coronó campeón en el debut internacional de la Copa Centroamericana de Concacaf tras derrotar al Real Estelí F. C. por el marcador global 4-1.
El 2 de enero de 2024 se oficializó su salida de la L. D. Alajuelense.

### Sporting F. C.
El 5 de enero de 2024, se oficializó su fichaje al Sporting F. C..

## Selección nacional

### Categorías inferiores
El 1 de febrero de 2007, el técnico Geovanny Alfaro de la Selección Sub-20 de Costa Rica convocó a González para actuar en el Torneo de la Concacaf de la categoría, en busca de un boleto mundialista. El 21 de febrero de 2007 debuta en la primera fecha de la competencia, al ingresar de cambio al minuto 67' por Bryan Jiménez en la victoria por 0-2 sobre Jamaica en el Estadio Banorte. Dos días después, fue suplente en el triunfo 3-2 contra San Cristóbal y Nieves, y el 25 de febrero alcanzó la totalidad de los minutos para el empate 1-1 ante México. La escuadra costarricense consiguió el boleto a la Copa Mundial de la categoría.
Giancarlo González entró en la convocatoria de Alfaro para efectuar la Copa Mundial Sub-20 de 2007 en Canadá. El 1 de julio fue titular en la derrota 1-0 contra Nigeria. El 4 de julio nuevamente apareció como estelar, pero su escuadra perdió 1-0 esta vez frente a Japón. La participación de su escuadra concluyó en la última fecha del grupo el 7 de julio, la cual culminó en victoria 1-2 sobre Escocia y donde González permaneció en la suplencia.

#### Participaciones en inferiores
| Evento                            | Sede   | Resultado      | Posición | Partidos | Goles |
| --------------------------------- | ------ | -------------- | -------- | -------- | ----- |
| Torneo Sub-20 de la Concacaf 2007 | México | Clasificado    | 2.ª      | 2        | 0     |
| Copa Mundial Sub-20 de 2007       | Canadá | Fase de grupos | 17/24    | 2        | 0     |

### Selección absoluta
El 14 de mayo de 2010, González recibió su primera convocatoria a la Selección de Costa Rica dirigida por Ronald González, para disputar un par de partidos en territorio europeo. Debutó el 5 de junio en el amistoso celebrado en el Estadio Pasienky contra el combinado de Eslovaquia. Giancarlo ingresó de cambio por Carlos Hernández y participó los últimos once minutos de la derrota 3-0.
El 25 de mayo de 2012, con Jorge Luis Pinto como el entrenador, González anotó su primer gol en el fogueo contra Guatemala, mediante un cabezazo al minuto 77' para sentenciar la victoria 3-2 de local.
El 12 de junio de 2012, el jugador tuvo su debut en la eliminatoria mundialista de Concacaf frente a Guyana, donde aprovechó la ausencia del zaguero central habitual Michael Umaña y pudo mostrar su calidad al evitar un gol rival, asimismo hizo diez intercepciones y únicamente perdió cuatro balones.
El 7 de enero de 2013, Giancarlo fue tomado en cuenta en la nómina de Pinto para participar en la Copa Centroamericana. El 18 de enero fue titular en la totalidad de los minutos contra Belice (victoria 1-0), dos días después fue suplente frente a Nicaragua (triunfo 2-0), y el 22 de enero volvió a ser titular en el empate 1-1 ante Guatemala. El 25 de enero fue parte de la victoria 1-0 sobre El Salvador en semifinales y dos días después, en la final contra Honduras en el Estadio Nacional, González marcó el gol de cabeza al minuto 38' que definió el triunfo 1-0 y el título para su selección.
El 19 de junio de 2013, González entró en la convocatoria de la selección para desarrollar la Copa de Oro de la Concacaf en Estados Unidos. Aunque estuvo en la suplencia el 9 de julio en la victoria 3-0 sobre Cuba, Giancarlo alcanzó participación en los otros duelos de la fase de grupos, en el triunfo 1-0 contra Belice y la derrota con el mismo marcador ante Estados Unidos. El 21 de julio, su país quedó eliminado en cuartos de final tras la pérdida 1-0 contra Honduras.

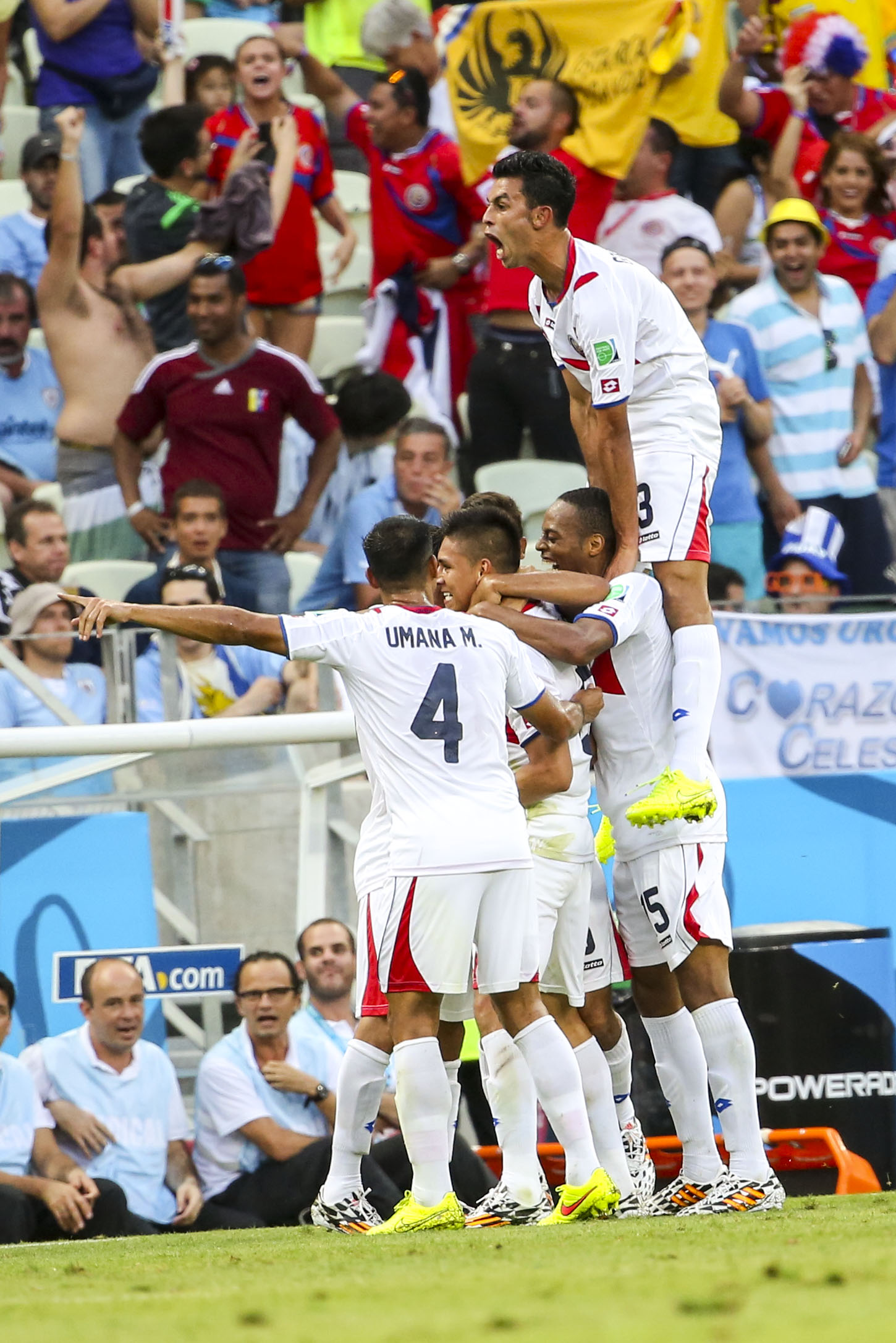
González celebrando el gol de Óscar Duarte en el Mundial 2014.

El 10 de septiembre de 2013, con el empate 1-1 frente a Jamaica, el cuadro costarricense selló su clasificación directa al Mundial de Brasil 2014.
El 12 de mayo de 2014, el entrenador de la selección costarricense, Jorge Luis Pinto, incluyó a González en la convocatoria preliminar con miras a la Copa Mundial de Brasil. Finalmente, fue confirmado en la nómina definitiva de veintitrés jugadores el 30 de mayo. El 14 de junio fue la primera fecha del certamen máximo, en la que su grupo enfrentó a Uruguay en el Estadio Castelão de Fortaleza. Giancarlo participó en la totalidad de los minutos y pese a tener el marcador en contra, su nación logró revertir la situación y ganó con cifras de 1-3. El 20 de junio, en la Arena Pernambuco contra Italia, el defensa repetiría su posición como titular en la victoria ajustada 0-1. Para el compromiso de cuatro días después ante Inglaterra en el Estadio Mineirão, el resultado se consumió empatado sin goles. El 29 de junio, por los octavos de final contra Grecia, la serie se llevó a los penales para decidir al clasificado y su conjunto triunfó mediante las cifras de 5-3, donde González contribuyó con un tiro exitoso. Su participación concluyó el 5 de julio, como titular los 120 minutos en la pérdida en penales contra Países Bajos, después de haber igualado 0-0 en el tiempo regular y que Giancarlo fue uno de los tiradores.
El 23 de junio de 2015, el estratega Paulo Wanchope entregó la lista de convocados para enfrentar la Copa de Oro de la Concacaf, de la cual Giancarlo fue incluido. Participó en los tres juegos de la fase de grupos que concluyeron en empates contra Jamaica (2-2), El Salvador (1-1) y Canadá (0-0). El 19 de julio, alcanzó la totalidad de los minutos en la pérdida 1-0 en tiempo suplementario ante México, por la serie de cuartos de final.
El 5 de noviembre de 2015, González fue seleccionado para iniciar la eliminatoria de Concacaf hacia la Copa del Mundo. El 13 de noviembre se dio el primer partido de la cuadrangular frente a Haití, en el Estadio Nacional. Giancarlo recibió la confianza del entrenador Óscar Ramírez para hacerse con un puesto en la titular, y su escuadra ganó el compromiso por 1-0.
El jugador fue incluido, el 16 de junio de 2017, en la nómina para la realización de la Copa de Oro de la Concacaf que tuvo lugar en Estados Unidos. El 7 de julio se disputó el primer encuentro del certamen en el Red Bull Arena de Nueva Jersey, lugar donde se efectuó el clásico centroamericano contra Honduras. Giancarlo completó la totalidad de los minutos y, por otra parte, su compañero Rodney Wallace brindó una asistencia a Marco Ureña al minuto 38' para que concretara el único gol de su nación para la victoria ajustada de 0-1. Cuatro días posteriores se dio el segundo cotejo ante Canadá en el BBVA Compass Stadium, escenario en el cual prevaleció la igualdad a un tanto. El 14 de julio repitió su rol de titular en el último compromiso por el grupo frente a Guayana Francesa en el Estadio Toyota de Frisco, Texas. El conjunto de Costa Rica se impuso 3-0 para asegurar un lugar a la siguiente ronda como líder de la tabla con siete puntos. Su selección abrió la jornada de los cuartos de final el 19 de julio en el Lincoln Financial Field de Philadelphia, Pennsylvania, contra Panamá. Un testarazo del rival Aníbal Godoy mediante un centro de David Guzmán, al minuto 76', provocó la anotación en propia puerta de los panameños, lo que favoreció a su combinado en la clasificación a la otra instancia por el marcador de 1-0. La participación de su escuadra concluyó el 22 de julio en el AT&T Stadium, con la única pérdida en semifinales de 0-2 ante Estados Unidos.

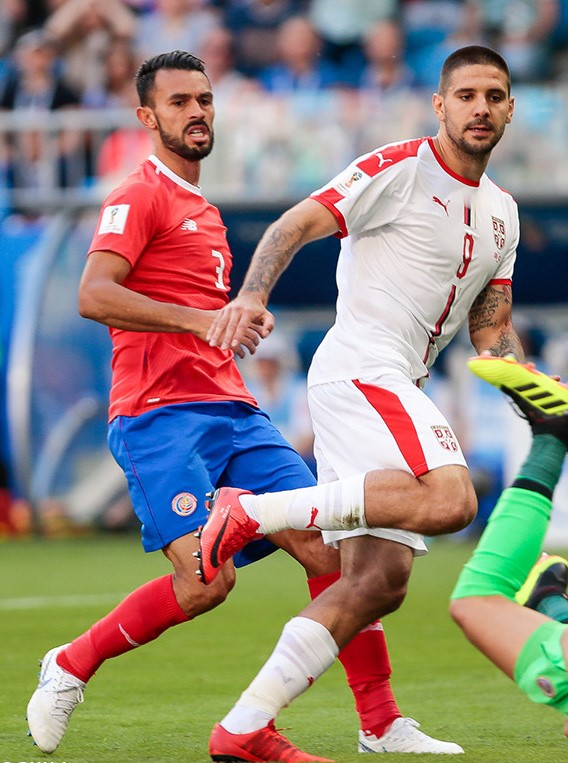
Giancarlo con Aleksandar Mitrović en el Mundial 2018.

El 7 de octubre de 2017, participó en el compromiso donde su selección selló la clasificación al Mundial de Rusia tras el empate 1-1 contra Honduras en el último minuto.
El 14 de mayo de 2018, entró en la lista oficial de Ramírez de veintitrés futbolistas para disputar la Copa Mundial. El 17 de junio debuta en la competencia como titular en la totalidad de los minutos, en el juego inaugural contra Serbia en el Cosmos Arena de Samara (derrota 0-1). El 22 de junio repitió su rol de estelar en el duelo frente a Brasil, cotejo que finalizó con una nueva pérdida siendo con cifras de 2-0. Su país se quedaría sin posibilidades de avanzar a la siguiente ronda de manera prematura. El 27 de junio, ya en el partido de trámite enfrentando a Suiza en el Estadio de Nizhni Nóvgorod, el marcador reflejó la igualdad a dos anotaciones para despedirse del certamen.
El 5 de junio de 2019, se confirmó que González entró en la nómina oficial de Gustavo Matosas para disputar la Copa de Oro de la Concacaf. Aunque quedó en la suplencia en los dos primeros partidos de la fase de grupos contra Nicaragua (victoria 4-0) y Bermudas (triunfo 2-1), pudo hacer su debut el 24 de junio frente a Haití (derrota 2-1), donde fue titular en la totalidad de los minutos. Su país se quedó en el camino al perder en penales por México en cuartos de final, serie en la que Giancarlo volvió a ser suplente.
Con Ronald González de estratega, el defensa volvió a tener participación tras jugar en tres de los cuatro partidos de la fase de grupos de la Liga de Naciones de la Concacaf, enfrentando dos veces a Haití (empates 1-1) y una a Curazao (1-2). Estuvo en la suplencia en los partidos de la fase final de la Liga de Naciones en junio de 2021, donde su selección cayó en penales contra México y Honduras, tanto en la semifinal como en el duelo por el tercer lugar, respectivamente.
El 25 de junio de 2021, el director técnico Luis Fernando Suárez definió la lista preliminar con miras hacia la Copa de Oro de la Concacaf, en la que se destaca la convocatoria de Giancarlo. Fue ratificado en la lista definitiva del 1 de julio. Jugó los tres partidos del grupo que finalizaron en victorias sobre Guadalupe (3-1) y Surinam (2-1) y Jamaica (1-0). El 25 de julio se presentó la eliminación de su país en cuartos de final por 0-2 frente a Canadá, duelo en el que quedó en la suplencia.
El 26 de agosto de 2021, González fue llamado por Suárez para iniciar la eliminatoria de Concacaf hacia la Copa del Mundo.

#### Participaciones internacionales
| Evento                          | Sede                                  | Resultado        | Posición | Partidos | Goles |
| ------------------------------- | ------------------------------------- | ---------------- | -------- | -------- | ----- |
| Copa Centroamericana 2013       | Costa Rica                            | Campeón          | 1/7      | 4        | 1     |
| Copa de Oro de la Concacaf 2013 | Estados Unidos                        | Cuartos de final | 5/12     | 3        | 0     |
| Copa Mundial de 2014            | Brasil                                | Cuartos de final | 8/32     | 5        | 0     |
| Copa de Oro de la Concacaf 2015 | Estados Unidos · Canadá               | Cuartos de final | 7/12     | 4        | 0     |
| Copa de Oro de la Concacaf 2017 | Estados Unidos                        | Semifinales      | 4/12     | 5        | 0     |
| Copa Mundial de 2018            | Rusia                                 | Fase de grupos   | 28/32    | 3        | 0     |
| Copa de Oro de la Concacaf 2019 | Estados Unidos · Costa Rica · Jamaica | Cuartos de final | 5/16     | 1        | 0     |
| Liga de Naciones 2019-20        | América del Norte, Central y Caribe   | Cuarto lugar     | 4/12     | 3        | 0     |
| Copa de Oro de la Concacaf 2021 | Estados Unidos                        | Cuartos de final | 5/16     | 3        | 0     |

#### Participaciones en eliminatorias
| Eliminatoria               | Sede   | Resultado   | Partidos | Goles |
| -------------------------- | ------ | ----------- | -------- | ----- |
| Clasificación Mundial 2014 | Brasil | Clasificado | 14       | 0     |
| Clasificación Mundial 2018 | Rusia  | Clasificado | 9        | 0     |

#### Participaciones en Copas del Mundo
| Mundial              | Sede   | Resultado        | Partidos | Goles |
| -------------------- | ------ | ---------------- | -------- | ----- |
| Copa Mundial de 2014 | Brasil | Cuartos de final | 5        | 0     |
| Copa Mundial de 2018 | Rusia  | Fase de grupos   | 3        | 0     |

## Estadísticas

### Clubes
Actualizado al último partido jugado el 10 de diciembre de 2023.
| Club                           | Div.          | Temporada     | Liga  | Liga  | Liga   | Copas nacionales | Copas nacionales | Copas nacionales | Copas internacionales | Copas internacionales | Copas internacionales | Total | Total | Total  |
| Club                           | Div.          | Temporada     | Part. | Goles | Asist. | Part.            | Goles            | Asist.           | Part.                 | Goles                 | Asist.                | Part. | Goles | Asist. |
| ------------------------------ | ------------- | ------------- | ----- | ----- | ------ | ---------------- | ---------------- | ---------------- | --------------------- | --------------------- | --------------------- | ----- | ----- | ------ |
| L. D. Alajuelense · Costa Rica |               | Temporada     |       |       |        |                  |                  |                  |                       |                       |                       |       |       |        |
| 1.ª                            | 2007-08       | 1             | 1     | 0     | —      | —                | —                | —                | —                     | —                     | 1                     | 1     | 0     |        |
| 1.ª                            | 2008-09       | 24            | 0     | 0     | —      | —                | —                | 2                | 0                     | 0                     | 26                    | 0     | 0     |        |
| 1.ª                            | 2009-10       | 28            | 3     | 0     | —      | —                | —                | —                | —                     | —                     | 28                    | 3     | 0     |        |
| 1.ª                            | 2010-11       | 34            | 0     | 0     | —      | —                | —                | —                | —                     | —                     | 34                    | 0     | 0     |        |
| 1.ª                            | 2011-12       | 29            | 3     | 2     | —      | —                | —                | 6                | 0                     | 0                     | 35                    | 3     | 2     |        |
| Total club                     | Total club    | 116           | 7     | 2     | 0      | 0                | 0                | 8                | 0                     | 0                     | 124                   | 7     | 2     |        |
| Vålerenga Fotball · Noruega    |               |               |       |       |        |                  |                  |                  |                       |                       |                       |       |       |        |
| 1.ª                            | 2012          | 12            | 0     | 0     | —      | —                | —                | —                | —                     | —                     | 12                    | 0     | 0     |        |
| 1.ª                            | 2013          | 25            | 2     | 0     | 4      | 0                | 0                | —                | —                     | —                     | 29                    | 0     | 0     |        |
| Total club                     | Total club    | 37            | 2     | 0     | 4      | 0                | 0                | 0                | 0                     | 0                     | 41                    | 2     | 0     |        |
| Columbus Crew Estados Unidos   |               |               |       |       |        |                  |                  |                  |                       |                       |                       |       |       |        |
| 1.ª                            | 2014          | 17            | 1     | 1     | —      | —                | —                | —                | —                     | —                     | 17                    | 1     | 1     |        |
| Total club                     | Total club    | 17            | 1     | 1     | 0      | 0                | 0                | 0                | 0                     | 0                     | 17                    | 1     | 1     |        |
| Palermo F. C. · Italia         |               |               |       |       |        |                  |                  |                  |                       |                       |                       |       |       |        |
| 1.ª                            | 2014-15       | 28            | 1     | 0     | —      | —                | —                | —                | —                     | —                     | 28                    | 1     | 0     |        |
| 1.ª                            | 2015-16       | 35            | 2     | 0     | 1      | 0                | 0                | —                | —                     | —                     | 36                    | 2     | 0     |        |
| 1.ª                            | 2016-17       | 21            | 1     | 0     | —      | —                | —                | —                | —                     | —                     | 21                    | 1     | 0     |        |
| Total club                     | Total club    | 84            | 4     | 0     | 1      | 0                | 0                | 0                | 0                     | 0                     | 85                    | 4     | 0     |        |
| Bologna F. C. · Italia         |               |               |       |       |        |                  |                  |                  |                       |                       |                       |       |       |        |
| 1.ª                            | 2017-18       | 22            | 0     | 0     | 1      | 0                | 0                | —                | —                     | —                     | 23                    | 0     | 0     |        |
| 1.ª                            | 2018-19       | 12            | 0     | 1     | 2      | 0                | 0                | —                | —                     | —                     | 14                    | 0     | 1     |        |
| Total club                     | Total club    | 34            | 0     | 1     | 3      | 0                | 0                | 0                | 0                     | 0                     | 37                    | 0     | 1     |        |
| LA Galaxy Estados Unidos       |               |               |       |       |        |                  |                  |                  |                       |                       |                       |       |       |        |
| 1.ª                            | 2019          | 22            | 1     | 0     | —      | —                | —                | —                | —                     | —                     | 22                    | 1     | 0     |        |
| 1.ª                            | 2020          | 8             | 1     | 0     | 2      | 0                | 0                | —                | —                     | —                     | 10                    | 1     | 0     |        |
| Total club                     | Total club    | 30            | 2     | 0     | 2      | 0                | 0                | 0                | 0                     | 0                     | 32                    | 2     | 0     |        |
| L. D. Alajuelense · Costa Rica |               |               |       |       |        |                  |                  |                  |                       |                       |                       |       |       |        |
| 1.ª                            | 2021-22       | 44            | 3     | 0     | 1      | 0                | 0                | 1                | 0                     | 0                     | 46                    | 3     | 0     |        |
| 1.ª                            | 2022-23       | 29            | 0     | 1     | 6      | 0                | 0                | 8                | 3                     | 1                     | 43                    | 3     | 2     |        |
| 1.ª                            | 2023-24       | 16            | 3     | 1     | 2      | 0                | 0                | 9                | 0                     | 0                     | 27                    | 3     | 1     |        |
| Total club                     | Total club    | 89            | 6     | 2     | 9      | 0                | 0                | 18               | 3                     | 1                     | 116                   | 9     | 3     |        |
| Sporting F. C. · Costa Rica    |               |               |       |       |        |                  |                  |                  |                       |                       |                       |       |       |        |
| 1.ª                            | 2023-24       | 0             | 0     | 0     | 0      | 0                | 0                | —                | —                     | —                     | 0                     | 0     | 0     |        |
| Total club                     | Total club    | 0             | 0     | 0     | 0      | 0                | 0                | 0                | 0                     | 0                     | 0                     | 0     | 0     |        |
| Total carrera                  | Total carrera | Total carrera | 407   | 22    | 6      | 19               | 0                | 0                | 26                    | 3                     | 1                     | 452   | 25    | 6      |
| 1. 2. Fuente:Transfermarkt     |               |               |       |       |        |                  |                  |                  |                       |                       |                       |       |       |        |

### Selección
Actualizado al último partido jugado el 20 de noviembre de 2023.
| Selección                  | Año | Eliminatorias | Eliminatorias | Eliminatorias | Continental | Continental | Continental | Mundial | Mundial | Mundial | Amistosos | Amistosos | Amistosos | Total | Total | Total  |
| Selección                  | Año | Part.         | Goles         | Asist.        | Part.       | Goles       | Asist.      | Part.   | Goles   | Asist.  | Part.     | Goles     | Asist.    | Part. | Goles | Asist. |
| -------------------------- | --- | ------------- | ------------- | ------------- | ----------- | ----------- | ----------- | ------- | ------- | ------- | --------- | --------- | --------- | ----- | ----- | ------ |
| Absoluta · Costa Rica      |     |               |               |               |             |             |             |         |         |         |           |           |           |       |       |        |
| 2010                       | —   | —             | —             | —             | —           | —           | —           | —       | —       | 3       | 0         | 0         | 3         | 0     | 0     |        |
| 2011                       | —   | —             | —             | —             | —           | —           | —           | —       | —       | 1       | 0         | 0         | 1         | 0     | 0     |        |
| 2012                       | 4   | 0             | 0             | —             | —           | —           | —           | —       | —       | 5       | 1         | 0         | 9         | 1     | 0     |        |
| 2013                       | 10  | 0             | 0             | 7             | 1           | 0           | —           | —       | —       | 2       | 0         | 0         | 19        | 1     | 0     |        |
| 2014                       | —   | —             | —             | —             | —           | —           | 5           | 0       | 0       | 4       | 0         | 0         | 9         | 0     | 0     |        |
| 2015                       | 2   | 0             | 0             | 4             | 0           | 0           | —           | —       | —       | 4       | 0         | 0         | 10        | 0     | 0     |        |
| 2016                       | 2   | 0             | 0             | —             | —           | —           | —           | —       | —       | 1       | 0         | 0         | 3         | 0     | 0     |        |
| 2017                       | 5   | 0             | 0             | 5             | 0           | 0           | —           | —       | —       | 2       | 0         | 0         | 12        | 0     | 0     |        |
| 2018                       | —   | —             | —             | —             | —           | —           | 3           | 0       | 0       | 8       | 0         | 1         | 11        | 0     | 1     |        |
| 2019                       | —   | —             | —             | 4             | 0           | 0           | —           | —       | —       | 1       | 0         | 0         | 5         | 0     | 0     |        |
| 2020                       | —   | —             | —             | —             | —           | —           | —           | —       | —       | 1       | 0         | 0         | 1         | 0     | 0     |        |
| 2021                       | —   | —             | —             | 3             | 0           | 0           | —           | —       | —       | 2       | 0         | 0         | 5         | 0     | 0     |        |
| 2023                       | —   | —             | —             | 2             | 0           | 0           | —           | —       | —       | —       | —         | —         | 2         | 0     | 0     |        |
| Total                      | 23  | 0             | 0             | 25            | 1           | 0           | 8           | 0       | 0       | 34      | 1         | 1         | 90        | 2     | 1     |        |
| 1. 2. Fuente:Transfermarkt |     |               |               |               |             |             |             |         |         |         |           |           |           |       |       |        |

#### Goles internacionales
| Núm. | Fecha               | Lugar                                  | Rival     | Gol | Resultado | Competición               |
| ---- | ------------------- | -------------------------------------- | --------- | --- | --------- | ------------------------- |
| 1    | 25 de mayo de 2012  | Estadio Nacional, San José, Costa Rica | Guatemala | 3-2 | 3-2       | Amistoso                  |
| 2    | 27 de enero de 2013 | Estadio Nacional, San José, Costa Rica | Honduras  | 1-0 | 1-0       | Copa Centroamericana 2013 |

## Palmarés

### Títulos nacionales
| Título                         | Club              | País       | Año  |
| ------------------------------ | ----------------- | ---------- | ---- |
| Primera División de Costa Rica | L. D. Alajuelense | Costa Rica | 2010 |
| Primera División de Costa Rica | L. D. Alajuelense | Costa Rica | 2011 |
| Primera División de Costa Rica | L. D. Alajuelense | Costa Rica | 2011 |
| Torneo de Copa de Costa Rica   | L. D. Alajuelense | Costa Rica | 2023 |

### Títulos internacionales
| Título                           | Equipo                  | Sede       | Año  |
| -------------------------------- | ----------------------- | ---------- | ---- |
| Copa Centroamericana             | Selección de Costa Rica | Costa Rica | 2013 |
| Copa Centroamericana de Concacaf | L. D. Alajuelense       | Alajuela   | 2023 |

### Distinciones individuales
| Distinción                                                       | Año  |
| ---------------------------------------------------------------- | ---- |
| Incluido en el Once ideal histórico de Costa Rica según la IFFHS | 2021 |